# Teodoro I Paleólogo
Teodoro I Paleólogo (en griego: Θεόδωρος Α΄ Παλαιολόγος, romanizado: Theodōros I Palaiologos, c. 1355-24 de junio de 1407) fue déspota de Morea desde 1383 hasta su muerte el 24 de junio de 1407. Hijo del emperador bizantino Juan V Paleólogo, fue el primer déspota de la dinastía Paleólogo en reinar en Morea, sucediendo a Demetrio I de la familia Cantacuceno.
Al comienzo de su reinado, lideró varias campañas militares exitosas para ampliar su territorio a costa de los Estados latinos creados tras la cuarta cruzada, así como contra los turcos otomanos que acentuaron su penetración en Grecia. El fracaso de sus negociaciones con Venecia para obtener apoyo militar lo llevó a entablar negociaciones con los caballeros hospitalarios otorgándoles varias ciudades, incluida Corinto y su región. Solo pudo reanudar esto cuando los turcos debilitaron su dominio sobre la región, ya que estaba lidiando con los tártaros de Tamerlán, y que los hospitalarios, en el peor de los casos con la población local, accedieron a devolvérselos contra pago. Murió sin dejar un heredero y el emperador Manuel II lo reemplazó con uno de sus hijos que se convirtió en Teodoro II.

## Primeros años
Teodoro era el cuarto hijo del emperador bizantino Juan V Paleólogo. Nació en la década de 1350, poco después del final de una larga guerra civil que había comenzado con la muerte de Andrónico III en 1341 y que enfrentó a los partidarios del regente, Juan VI Cantacuceno, contra los tutores del joven Juan V, de nueve años de edad. Había terminado en 1347 con un acuerdo de que Cantacuceno serviría como emperador titular por un período de diez años, después del cual los dos emperadores gobernarían como iguales. Juan VI, sin embargo, tuvo que abdicar en 1354 para hacerse monje, dejando solo a Juan V en el poder.
Pero se estaba gestando una nueva guerra civil, esta vez entre Juan V y su hijo mayor, Andrónico IV. Los turcos otomanos que ya habían comenzado a cruzar el Helesponto se apoderaron de Adrianópolis en 1369. Juan V decidió buscar ayuda en Roma, dejando Constantinopla en manos de Andrónico IV, a quien poco antes había coronado coemperador; puso a Tesalónica en manos de su segundo hijo, Manuel. Después de someterse al papa, el emperador se dirigió a Venecia donde negoció un acuerdo prometiendo entregar la isla de Ténedos a los venecianos a cambio de la cancelación de sus deudas. En Constantinopla, Andrónico se negó a obedecer, por lo que los venecianos tomaron como rehén al emperador hasta que su segundo hijo, Manuel, vino a rescatarlo en 1371.

Expansión del Imperio otomano durante el reinado de Murad I.

Mientras tanto, los turcos avanzaban en Europa y lograron aniquilar al ejército serbio en la batalla de Maritsa en septiembre de 1371, que les abrió la puerta a los Balcanes y fortaleció su poder en Tracia. En 1373, Juan V no tuvo más remedio que reconocerse vasallo del sultán con el que debía participar en una expedición a Asia Menor. Fue demasiado para su ahora convertido hijo Andrónico IV, quien en el verano de 1373 se unió a un hijo del sultán Murad I, Savci Bey, en una revuelta común contra sus respectivos padres. El sultán logró sofocar la revuelta, mandó ejecutar a su hijo y exigió que Juan encarcelara a su hijo y a su hijo Juan (el futuro Juan VII) después de cegarlos (lo que se hizo de manera limitada, pero provocó un odio mortal de ellos hacia su padre y abuelo). Juan V desheredó a Andrónico IV y nombró en su lugar como coemperador y heredero a su hijo Manuel.
Por lo tanto, Manuel tuvo que dejar Tesalónica para reunirse con su padre en Constantinopla, mientras que Teodoro fue designado para reemplazarlo en su lugar. Sin embargo, no pudo volver a su puesto: Andrónico IV y su hijo habían logrado escapar y, con la ayuda de los turcos y los genoveses, reconquistaron Constantinopla en 1376. Hizo prisioneros a su padre y a sus hermanos Manuel y Teodoro, y los hizo encerrar en la prisión de Anemas. Teodoro permanecería allí durante tres años hasta que en 1379 Juan V y sus hijos lograron a su vez escapar y, con la ayuda de turcos y venecianos, recuperar el control de Constantinopla, lo que obligó a Andrónico IV a refugiarse en Gálata.

## Déspota de Morea
Desde su fundación en 1349, el Despotado de Morea estuvo administrado por Manuel Cantacuceno (el hijo menor del emperador Juan VI Cantacuceno), que había permanecido en el cargo tras la abdicación de su padre en 1354, y que lo sería hasta su muerte en 1380. Sin dejar heredero, su hermano mayor, el ex coemperador Mateo Cantacuceno, tomó el poder durante un breve reinado de tres años antes de retirarse a un monasterio para terminar allí su vida. Juan V Paleólogo, que había vuelto al trono en 1379 después de tres años de poder de su hijo Andrónico IV, juzgó entonces que había llegado el momento de que su familia recuperara este territorio, el más rico de lo que quedaba del Imperio, y le dio como un dominio de su hijo Teodoro. Sin embargo, no pudo tomar posesión de su propiedad inmediatamente. Si el déspota Mateo no reaccionó a este anuncio, su hijo Demetrio se opuso a esta decisión. Considerado el despotado como una propiedad hereditaria, Demetrio I Cantacuceno sucedió a su padre por muy poco tiempo (unos meses en 1383) antes de sucumbir a una muerte súbita. Teodoro pudo entonces tomar posesión de Morea.
Los territorios dispersos del imperio se unieron entonces en manos de miembros de una misma familia asentados en varios lugares: Juan V reinó en Constantinopla, Andrónico IV y su nieto Juan VII reinaron con el título de emperadores en la costa norte del Mar de Mármara, Manuel reinó como emperador en Tesalónica y Teodoro como déspota en Morea.
Con unos treinta años cuando llegó a Morea, Teodoro, que no tenía ningún apego real excepto por su hermano Manuel, dejó que los demás miembros de su familia se despedazaran para dedicarse únicamente a su despotado, que estaba sujeto a las presiones de los pequeños principados a su alrededor. Para ello, alentó la afluencia masiva de albaneses que empujaban hacia el sur, que utilizaba para controlar a los arcontes (señores) locales.

El Peloponeso durante la Edad Media con Acaya al norte y Morea al sur.

Hasta finales de siglo registraría notables éxitos en la defensa y expansión de su territorio, atacando primero lo que quedaba del Principado de Acaya en el norte, que estaba desde 1380 en manos de la Compañía navarra. Pudo contar en su lucha contra los navarros con el apoyo de Nerio I Acciaioli, cuya familia poseía importantes haciendas en el norte del Peloponeso incluida la región de Corinto y que iría ocupando progresivamente varias ciudades antes de detenerse a las puertas de Atenas en 1383. Dos años más tarde, Nerio daría la mano de su hija, Bartolomea, en matrimonio a Teodoro. En su dote trajo la promesa de heredar Corinto a la muerte de su padre que no tenía descendencia masculina.
Teodoro luchó contra los terratenientes durante los primeros cinco años de su reinado y sobrevivió a un complot de asesinato. Teodoro recurrió a los otomanos para que lo ayudaran a combatir a la aristocracia navarra y local, y un ejército otomano bajo el liderazgo de Evrenos llegó en septiembre de 1387. Teodoro y Evrenos ganaron la campaña, pero los otomanos se apoderaron de algunas tierras y se negaron a devolverlas. Sin embargo, Murad I las devolvió tras reunirse con Teodoro.
La alianza de Teodoro y Nerio daría lugar a una acción conjunta en 1388 contra Argos y Nauplia cuando murió el esposo de María de Enghien, nacido en Venecia. Desesperada y sin apoyo, esta última vendió sus derechos a cambio de una gran suma de dinero en Venecia. Pero antes de que llegara el gobernador veneciano, Teodoro y Nerio invadieron el territorio, Teodoro ocupó Argos y su ciudadela de Larisa, Nerio ocupó Nauplia. Cuando llegaron los venecianos, pudieron desalojar a Nerio, pero no a Teodoro. No fue hasta 1394 que se firmaría un tratado entre Teodoro y los venecianos según el cual Teodoro les cedería Argos a condición de que los griegos que habitaban este territorio pudieran emigrar con sus bienes al territorio de estos últimos.
La razón por la que Teodoro finalmente cedió fue la llegada en 1389 de un ejército turco bajo el mando de Evrenos Bey, general en jefe de Bayezid I. Los navarros juzgaron entonces útil aliarse con los turcos en cuya corte ya estaba el señor de Monemvasia, Manoma, que estaba entre los señores locales a quienes Teodoro había tenido que arreglar cuando llegó a Morea. Luego, Bayezid convocó a sus principales vasallos cristianos a su campamento en Serres, que incluía, además del emperador Manuel II, Juan VII, el déspota Teodoro y el magnate serbio Constantino Dejanović. Después de creer que había llegado su última hora, fueron tratados con amabilidad por el sultán que, sin embargo, les advirtió de las consecuencias de cualquier desobediencia. Tras lo cual, pudieron marcharse excepto Teodoro que debía acompañar al sultán en su campaña de Tesalia durante el cual fue presionado para devolver Monemvasia a Manoma, Argos y otras fortalezas en el Peloponeso a los venecianos. Teodoro, sin embargo, lograría escapar poco después y volver a casa donde se apresuró a rescindir sus promesas, excepto Argos que fue efectivamente entregada a los venecianos.
Nerio, quien en enero de 1394 se había convertido en duque de Atenas, murió en septiembre de 1394. A su muerte, sólo legó a su hija Bartolomea una suma de nueve mil setecientos ducados, cantidad que su marido le había prestado previamente para saldar una deuda con los venecianos. Corinto y sus dominios del Peloponeso pasaron a su hija menor Francisca, esposa de Carlo I Tocco, conde de Cefalonia y Léucade. Furioso por perder lo que le habían prometido en su matrimonio, Teodoro quiso tomar Corinto por la fuerza, pero debido a un ataque turco en la primavera de 1395 en el istmo de Corinto y Arcadia, solo unos meses después pudo marchar sobre Corinto, donde su ejército fue derrotado por los aliados de Carlo Tocco. Sin embargo, un poco más al sur, cerca de Leontario, derrotó a los navarros y se apoderó de su jefe Pedro de San Superano. Sin la ayuda de los navarros, Tocco ya no pudo desalojar a las tropas de Teodoro del istmo. También, a fines de 1395, Carlo Tocco tuvo que decidir que Corinto no valía tal guerra y cedió la ciudad y la ciudadela del Acrocorinto al déspota.

## Primeros fracasos
Corinto iba a convertirse una vez más en una estaca estratégica cuando en septiembre de 1396. El sultán Bayezid I, después de derrotar al rey Segismundo de Luxemburgo y su cruzada en la batalla de Nicópolis, volvió a Grecia. Alarmado, Teodoro se dirigió a Venecia, incluso prometiéndole la ciudad de Corinto a cambio de ayuda militar; el Senado de Venecia, sin embargo, tuvo que rechazar la oferta para no correr el riesgo de entrar en conflicto con el sultán. Dos poderosos ejércitos turcos se dirigieron hacia el istmo de Corinto. El primero, bajo las órdenes de Yakub Pasha, se dirigió directamente a la ciudad veneciana de Argos que tuvo que capitular y fue saqueada, llevándose a catorce mil ciudadanos para venderlos como esclavos en Anatolia. El segundo, comandado por Evrenos Bey, se dirigió a Arcadia. Teodoro, que mientras tanto había hecho reconstruir el Hexamilión intentó interceptarlos en Leontario, pero fue derrotado. Los ejércitos turcos pudieron así avanzar hasta las ciudades venecianas de Corone y Modona, pero como de costumbre se retiraron inmediatamente con su botín y sus cautivos.
Una vez más, el valle de Eurotas donde se encontraba Mistrá se había salvado. Pero cansado de los combates, con la salud deteriorada, habiendo perdido a su mujer y sin heredero varón que asegurara su descendencia, Teodoro contemplaba el futuro con pesimismo. Envió una nueva embajada a Venecia, ofreciendo nuevamente transferirles Corinto, pero nuevamente la oferta fue rechazada, y Venecia firmó un pacto de no agresión con el sultán en 1399. Mientras tanto, llegó una embajada de los caballeros hospitalarios establecido en  Rodas ofreciéndoles venderles Corinto. El mismo año, el emperador Manuel, con quien Teodoro se llevaba muy bien, había pasado por Mistrá, camino de Roma para pedir ayuda al papa. Había nombrado regente a Juan VII en Constantinopla, pero confiando poco en él, dejó a su esposa e hijos en Mistrá bajo la protección de Teodoro. Siguiendo el consejo de su cuñada, parece ser que Teodoro aceptó la oferta y en la primavera de 1400 los caballeros hospitalarios se establecieron en Corinto.

## Dificultades con los caballeros hospitalarios
Pero Corinto fue solo un escenario para los caballeros hospitalarios que querían tomar el control de la mayor parte del Peloponeso. Más tarde, en la primavera, llegó una nueva embajada, esta vez proponiendo que el déspota les vendiera Kalávrita en el norte de la península y en la propia Mistrá, lo que les habría permitido controlar toda Arcadia y el valle del río Eurotas. El déspota podría retirarse a Monemvasia en el sureste de la península. Incapaz de consultar a su hermano y habiendo regresado la emperatriz a Constantinopla, Teodoro aceptó. Esto fue sin contar, sin embargo, con la población adscrita al Imperio bizantino. Tan pronto como se instalaron en Kalávrita, los caballeros fueron objeto del resentimiento de la multitud, mientras estallaba la revuelta en Mistrá. Teodoro, que se dirigía a Monemvasia, sólo pudo regresar a Mistrá prometiendo rescindir el acuerdo, mientras que Bayezid I le ordenó perseguir a los caballeros de la península.
En los años siguientes se produjo una clara inversión de la situación, debiendo los turcos hacer frente a las invasiones tártaras a las órdenes de Tamerlán. El sultán fue derrotado en la batalla de Angora en 1402 y murió en cautiverio. Sus hijos se disputaron su herencia, levantando así la amenaza que se cernía sobre el Peloponeso. Los bizantinos pudieron recuperar Tesalónica y varias ciudades de Tracia. Teodoro comenzó a lamentar el acuerdo hecho con los caballeros. Tras consultar con su hermano que había regresado de Roma y París, donde se encontraba en el anuncio de la batalla de Angora, se firmó con ellos un nuevo pacto en 1404. En 1393, los turcos se habían apoderado de Salona, al noroeste de Delfos, que hasta entonces era propiedad de Helena Cantacucena, prima de Teodoro, y su hija María Fadrique. Como pariente más cercano, Teodoro reclamó la propiedad y, con la ayuda de los caballeros hospitalarios, fue a recuperar la ciudad. Luego lo entregó a los hospitalarios que, dada la acogida que habían recibido en la región, se alegraron de ceder sus derechos sobre Corinto, Kalávrita y Mistrá.
Las negociaciones fueron dirigidas por el emperador Manuel, estando Teodoro en este momento cada vez más enfermo. En 1407, sintiendo que se acercaba su fin, se retiró a un monasterio donde murió pocos días después bajo el nombre de «monje Teodoreto». Fue enterrado en la iglesia del Brontoquio de Mistrá. Como no dejó heredero, el emperador Manuel II eligió como sucesor a uno de sus hijos, también llamado Teodoro.